# Cao Wenxuan

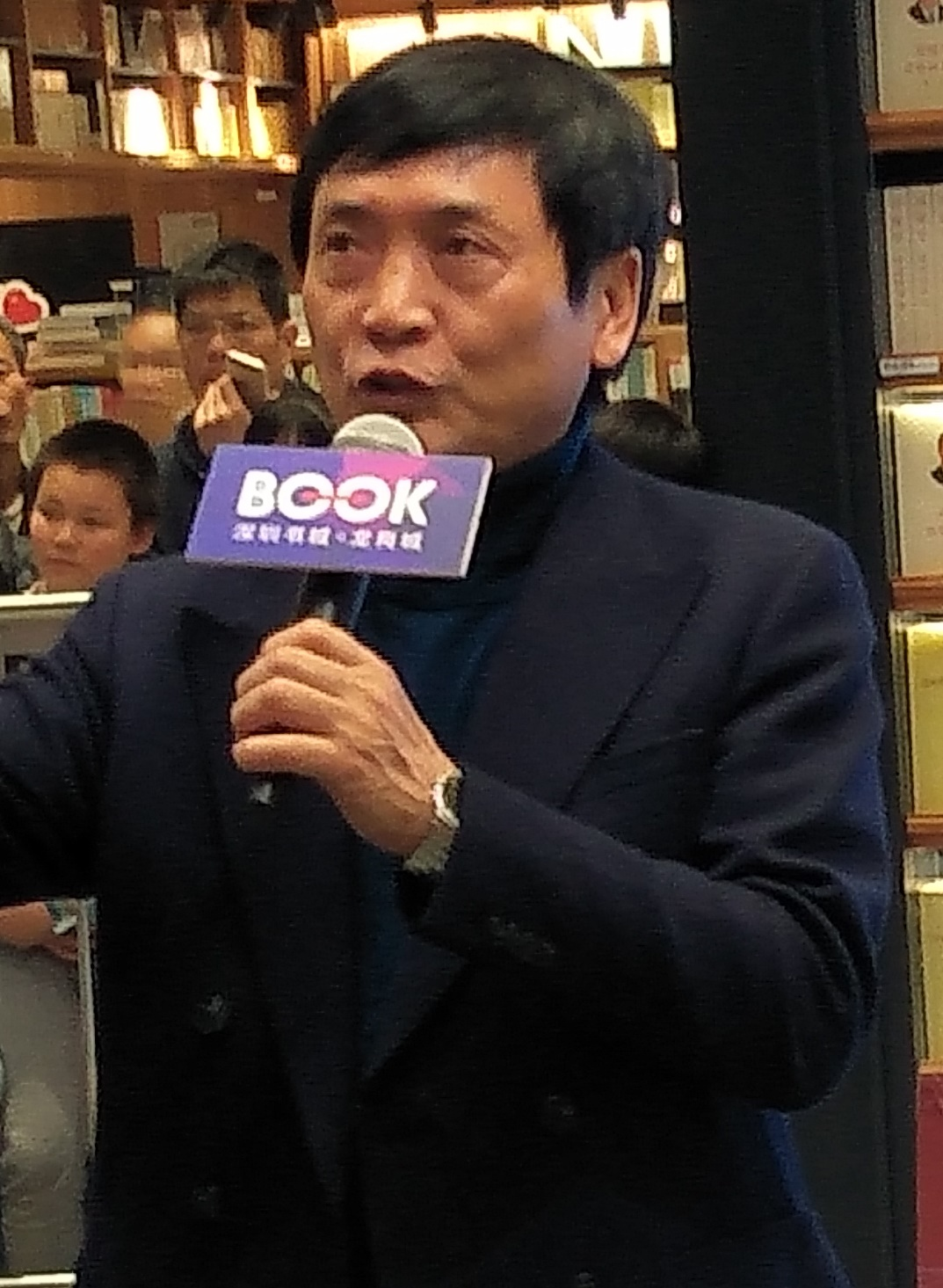
Cao Wenxuan

Cao Wenxuan (chinesisch 曹文軒, Pinyin Cáo Wénxuān; geboren im Januar 1954 in Yancheng, Jiangsu) ist ein chinesischer Romanautor, der vor allem für seine Kinderbücher bekannt ist. Cao ist der Vizepräsident der Pekinger Autorenvereinigung. Er ist auch Professor und Doktorandentutor an der Universität Peking. Seine Romane wurden ins Englische, Niederländische, Französische Deutsche, Italienische, Japanische und Koreanische übersetzt.

## Biografie
Cao studierte ab 1974 an der Fakultät für Chinesische Sprache und Literatur an der Peking University und begann 1983, Romane zu veröffentlichen. Er lebt in Peking.
Caos Dingding Dangdang-Buchreihe aus dem Jahr 2012 folgt dem Leben zweier Brüder mit Down-Syndrom, die in einem kleinen ländlichen chinesischen Dorf leben. Diese Buchreihe wurde zu einem von IBBYs Outstanding Books for Young People with Disabilities 2015 gewählt. In dem Buch Straßenlaterne Nr. 8, wird aus deren Sicht erzählt, was in der Froschgrünen Kachelgasse geschieht, in der sie steht. Dort treffen sich die Protagonisten des Buches – ein alter Mann, ein struppiger Hund und eine Dame mit Schirm – immer wieder, um sich auszuruhen oder sich zu unterhalten.

## Hans Christian Andersen Preis
Im April 2016 wurde bekanntgegeben, dass Cao der Gewinner des Hans Christian Andersen Preises für  Kinderbuchautoren ist. Das IBBY (International Board on Books for Young People), das den Preis vergab, äußerte, dass Cao „wunderbar über das komplexe Leben von Kindern schreibt, die vor großen Herausforderungen stehen. Er ist ein engagierter Schriftsteller, dessen eigene schwierige Kindheit einen großen Einfluss auf sein Schreiben hatte, in dem es keine einfachen Antworten gibt.“ Er erhielt den Preis am 20. August 2016 in Auckland in Neuseeland. Seine Ansprache anlässlich der Preisverleihung trug den Titel Literatur: eine andere Form des Hausbaus《文学：另一种造屋》.

## Werke

### Romane
- 1985 Die alten Mauern, The Old Walls (chinesisch 古老的围墙)
- 1991 Ziegen essen kein Himmelsgras, Goats Do Not Eat Heaven Grass, Originaltitel: chinesisch 山羊不吃天堂草
- 1997 Rote Ziegel und schwarze Ziegel, Red Tiles and Black Tiles, Originaltitel: chinesisch 红瓦黑瓦
- 1997 The Grass House, Originaltitel: chinesisch 草房子, deutsche Übersetzung: Das Schilfhaus, Drachenhaus Verlag, ISBN 978-3-943314-33-5, 2017
- 1999 Der Vogel, The Bird, Originaltitel: chinesisch 根鸟
- 2000 Das rote Ziegeldach, The Red Tile Roof, Originaltitel: chinesisch 红瓦房
- 2005 Der dünne Reis, The Thin Rice, Originaltitel: chinesisch 细米
- 2005  Originaltitel: chinesisch 青铜葵花, deutsche Übersetzung: Bronze und Sonnenblume, Drachenhaus Verlag, ISBN 978-3-943314-09-0, 2014[17][18][19][20]
- 2005 The Gourd Ladle, Originaltitel: chinesisch 天瓢
- 2008 Dawang Thome: Die Bernsteinziegel, Dawang Tome: The Amber Tiles, Originaltitel: chinesisch 大王书：黄琉璃[21]
- 2008 Dawang Tome: Die rote Laterne, Dawang Tome: The Red Lantern, Originaltitel: chinesisch 大王书：红纱灯
- 2012 Dingding und Dangdang, Dingding and Dangdang, Originaltitel: chinesisch 丁丁当当，黑痴白痴p=[22]
- 2014 A Cool Bird Wawa[23]
- 2015 Feuerbrand, Firebrand, Originaltitel: chinesisch 火印
- 2016 Libellenaugen, Dragonfly Eyes, Originaltitel: chinesisch 蜻蜓眼

### Novellen
- 1983 Ein Vieh ohne Hörner, A Cattle without Horns (chinesisch 没有角的牛)
- 1988 Ein kleines in Schnee begrabenes Haus, A Small House Buried in The Snow (chinesisch 埋在雪下的小屋)
- 1988 Der Abend senkte sich auf den Ahnentempel, The Evening Has Come Down Upon The Ancestral Temple (chinesisch 暮色笼罩的祠堂)

### Kurzgeschichten
- 1986 Nebel bedeckte die alte Burg, Mist Covered The Old Castle (chinesisch 云雾中的古堡)
- 1986 Das dumme Vieh, The Dumb Cattle (chinesisch 哑牛)
- 1989 Die blaue Landschaft, The Blue Countryside (chinesisch 忧郁的田园)
- 1992 Der grüne Zaun, The Green Fence (chinesisch {{{c}}})
- 1994 Eine Stadt unter dem Wasser, A City under The Water (chinesisch 水下有座城)
- 1994 Die rote Kalebasse, The Red Calabash (chinesisch 红葫芦)
- 1996 Das Rosental, The Rose Valley (chinesisch 蔷薇谷)
- 1997 Sanjiaodi (chinesisch 三角地)
- 2005 Die Windmühle, The Windmill (chinesisch 野风车)
- 2008 Gouyayu (chinesisch 狗牙雨)
- Eine ganz besondere Taube, A Very Special Pigeon (chinesisch 一只叫凤的鸽子)[24]

### Bilderbücher für Kinder
- 2016: Straßenlaterne Nr. 8 (Di ba hao jie deng; 第八号街灯), Drachenhaus Verlag, ISBN 978-3-943314-30-4, übersetzt von Nora Frisch, illustriert von Wen Na, chinesisch-deutsche Ausgabe; Originaltitel: (chinesisch 第八号街灯, Pinyin Dì bā hào jiēdēng), Jiangsu Shaonian Ertong Press,  2015, ISBN 978-7-5346-5912-6
- 2017: Ein verrücktes Huhn, LeiV Leipziger Kinderbuchverlag, ISBN 978-3-89603-512-7, Originaltitel: (chinesisch 痴鸡), illustriert von Yang Chunbo
- 2017: Der letzte Leopard, LeiV Leipziger Kinderbuchverlag, ISBN 978-3-89603-513-4, Originaltitel: (chinesisch 最后一只豹子), illustriert von Li Rong
- Sommer in einer mit Baumwolle gepolsterten Jacke, Summer in a Cotton Padded Jacket (chinesisch 穿棉袄的夏天)[22]
- Feder, Feather (chinesisch 羽毛), illustriert von Roger Mello,[25] englische Übersetzung von Chloe Garcia Roberts[26]
- Chrysanthemenpuppe, Chrysanthemum Doll (chinesisch 菊花娃娃)
- Ein großer Fisch schwimmt ostwärts, A Big Fish Swims East (chinesisch 一条大鱼向东游)
- Vogelboot, Bird Boat (chinesisch 鸟船)
- Das Nest eines fliegenden Vogels, Flying Bird Nest (chinesisch 飞翔的鸟窝)
- Sommer, Summer, übersetzt von Yan Ding, illustriert von Yu Rong
- Rauch,Smoke, übersetzt von Duncan Poupard, illustriert von Yu Rong

Essays
- Krähen, Crows (chinesisch 乌鸦)[27]

## Auszeichnungen und Nominierungen
- Cao Wenxuan gewann 2016 den Hans Christian Andersen Preis.[28]
- Goats Do Not Eat Heaven Grass (chinesisch 山羊不吃天堂草) – 3. Song Qingling Literaturpreis, National Five Top Project Award[1][5][6]
- Das Schilfhaus, Drachenhaus Verlag, ISBN 978-3-943314-33-5, Originaltitel: chinesisch 草房子 – Bingxin Literaturpreis, 4. Nationaler Buchpreis, National Five Top Project Award, 5. Song Qingling Literaturpreis, 19. Goldener Hahnpreis für das beste Schreiben (1999), Huabiao Preis (1998), 14. Teheran International Film Festival – der Goldene Schmetterlingspreis[1][5][6]
- Bronze und Sonnenblume, Drachenhaus Verlag, ISBN 978-3-943314-09-0, Originaltitel: chinesisch 青铜葵花 – Bingxin Literaturpreis, Nationaler Buchpreis, National Five Top Project Award.[1][5][6] Die englische Übersetzung Bronze and Sunflower war 2017 ein Kirkus Finalist,[29] New York Times Notable Children’s Book of 2017,[30] und nominiert für YALSAs Best Fiction for Young Adults award,[31] Center for the Study of Multicultural Children’s Literature – Best Books of 2017.[32] Helen Wangs englische Übersetzung von Bronze and Sunflower brachte ihr den Marsh Award for Children’s Literature in Translation ein.
- Dingding and Dangdang (chinesisch 丁丁当当) – ausgewählt als eines der IBBY Outstanding Books for Young People with Disabilities 2015[33]

## Filmadaptionen
Eines seiner Werke wurde als Film adaptiert:
- Das Schilfhaus (The Grass House) (chinesisch 草房子) (Regie: Xu Geng)

Zwei weitere seiner Werke werden als Film adaptiert: Bronze und Sonnenblume (Bronze and Sunflower) und Firebrand.